# Głownik
Głownik, Główniak (663 m n.p.m.) – szczyt w północno-wschodniej części Beskidu Andrychowskiego (Beskid Mały). Znajduje się w głównym grzbiecie Beskidu Małego pomiędzy szczytami Kapral i Żar. Grzbiet ten na tym odcinku ma przebieg południkowy. Zachodni stok Głownika opada do potoku Brejnówka, wschodni do potoku Czerna.
Nazwę Główniak podają takie źródła jak Aleksego Siemionow w „Ziemi Wadowickiej”, mapa Compassu, przewodnik turystyczny „Beskid Mały”. Tylko na lotniczej mapie Geoportalu bazującej na państwowym rejestrze nazw geograficznych jest to Głownik. Na poziomicowej mapie Geoportalu szczyt jest błędnie opisany jako Kamień. Przez miejscowych nazywany jest Żarkiem, dlatego że jest on niższym wierzchołkiem masywu Żaru, ciągnącego się od doliny Ponikiewki aż do samego Kamienia (671 m n.p.m.).
Głownik jest porośnięty lasem. Przez jego szczyt biegnie granica między wsiami Ponikiew (stok zachodni) w gminie Wadowice i Koziniec w gminie Mucharz (stok wschodni) – obydwie w województwie małopolskim, w powiecie wadowickim.

## Szlaki turystyczne
Schronisko PTTK Leskowiec – Magurka (Ponikiewska) – Główniak – Skalnica – Gorzeń Górny-Czartak (przyst. aut.).